# 27816 Naitohiroyuki
27816 Naitohiroyuki è un asteroide della fascia principale. Scoperto nel 1993, presenta un'orbita caratterizzata da un semiasse maggiore pari a 2,608942 UA e da un'eccentricità di 0,203695, inclinata di 3,200133° rispetto all'eclittica. Ha un diametro di 3,896 km.